# イオンモール四條畷
イオンモール四條畷（イオンモールしじょうなわて）は、大阪府四條畷市および寝屋川市に跨って所在し、イオンモール株式会社が運営・管理するショッピングセンターである。

## 概要
2015年、四條畷市と寝屋川市に跨る「東部大阪都市計画砂・新家地区」にイオンスタイル四條畷を核店舗とする大型ショッピングセンターとして開業した。また、当モールから約3km北にあったイオンモール寝屋川の閉店以降は後継店舗としての役割も担っている。
2018年現在では市町村境を跨ぐイオン運営の店舗は、この店舗とイオンモール奈良登美ヶ丘（奈良県生駒市と奈良市）、イオンモール高の原（京都府木津川市と奈良県奈良市）、イオンモール京都桂川（京都府京都市南区と向日市）の少なくとも4例がある。

## 沿革
- 2015年
  - 10月23日-開業
- 2020年
  - 3月13日-リニューアル

## 主なテナント
テナントは全198店舗。そのうち40店舗が大阪府初出店。「H&M」、「ZARA」、「OLD NAVY」、「American Eagle Outfitters」、「ユニクロ」などの大型ファストファッションブランドが出店する。 
1階から3階の東にイオンスタイルがあり、南は専門店街になっている。大型店舗は「無印良品」、「H&M」、「SPORTS AUTHORITY」、「Joshin」、「楽市楽座」、「ダイソー」など。4階はイオンシネマの他サイゼリヤなどが入る。 
3階は大阪府最大級の約1500席を備えるフードコートがあり、飲食チェーンなどが出店している。また2階にもレストラン街がある。 
4階のシネマコンプレックス「イオンシネマ四條畷」は11スクリーン、1663席。
モーションシートや演出装置が搭載されたイオンシネマ初、大阪初の体感系ライド型シアター「4DX」が3スクリーンで導入される。